# Martin Rudwick
Martin Rudwick (oft auch Martin J. S. Rudwick; * 1932) ist ein britischer Paläontologe und Wissenschaftshistoriker mit dem Forschungsschwerpunkt Geo- und Biowissenschaften. Er ist Professor Emeritus der University of California, San Diego und forscht seit seiner Rückkehr nach England 1998 als „affiliated research scholar“ an der University of Cambridge, Fakultät für Wissenschaftsgeschichte und Wissenschaftstheorie (Department of History and Philosophy of Science).
Im Mittelpunkt von Rudwicks Forschungen und Veröffentlichungen stehen die Erdgeschichte und die Geschichte der Biowissenschaften, die Entwicklung der vormenschlichen Erdepoche, die europäische Wissenschaft des 18. und 19. Jahrhunderts und die historischen Beziehungen zwischen wissenschaftlichen und religiösen Methoden.

## Leben
Martin Rudwick stammt aus einem wissenschaftlich orientierten Elternhaus. Sein Vater war Physiker. Zwar verabscheute er die Physik, interessierte sich aber schon in seiner Jugend für die Geologie und sammelte begeistert Fossilien. Zudem interessierte er sich für Geschichte. Das britische Bildungssystem der 1940er-Jahre zwang ihn, sich für eine Richtung zu entscheiden – er wählte die Naturwissenschaft. Diese Entscheidung fiel ihm, wie er später sagte, außerordentlich schwer. Mit einem zu dieser Zeit ungewöhnlichen Stipendium für Geologie ging er nach Cambridge.

### Paläontologie und Wissenschaftsgeschichte
1958 promovierte er an der University of Cambridge in Paläozoologie zum Ph.D. und lehrte anschließend mehrere Jahre Paläontologie am Cambridger Department für Geologie. In dieser Zeit veröffentlichte er zahlreiche Arbeiten über die Entwicklung der wirbellosen Tiere, die später in seinem ersten Buch Living and Fossil Brachiopods zusammengefasst veröffentlicht wurden. Anschließend erweiterte er seine Forschungen zunehmend auf historische und philosophische Fragen.

„I found myself confronting fundamental problems in paleontology, which led me in a historical direction under the influence of reading Form and Function by E. S. Russell (1916). That led me to Cuvier. I felt he had something that I – as a 20th-century paleontologist – could learn from about reconstructing the mode of life of extinct invertebrates, of brachiopods. I was imagining how these extinct animals had lived – and the relation between their way of life and their preserved structure – in order to reconstruct a complete evolutionary history of the ways of life of these now rather obscure shellfish.“

„Ich sah mich mit grundlegenden Problemen der Paläontologie konfrontiert, die mich unter dem Einfluss der Lektüre von Form and Function von Edward Stewart Russell (1916) in eine historische Richtung führten. Das brachte mich zu Cuvier. Ich hatte das Gefühl, dass ich - ein Paläontologe des 20. Jahrhunderts – etwas von ihm lernen konnte, etwa über die Rekonstruktion der Lebensweise ausgestorbener Wirbelloser, der Brachiopoden. Ich stellte mir vor, wie diese ausgestorbenen Tieren gelebt hatten – und die Beziehung zwischen ihrer Lebensweise und ihrer erhaltenen Struktur – um eine komplette Evolutionsgeschichte der Lebensweise dieser eher unerforschten Schalentiere zu rekonstruieren.“

Rudwick fand für seinen wissenschaftsgeschichtlichen Ansatz in der Paläontologie sofort großen Zuspruch bei der Cambridger Studentenschaft, stieß aber anfangs auf den Widerstand verschiedener Fachkollegen und Historiker, die ihm zu viel Spekulation und „Whiggishness“ (Whig history) vorwarfen.

### Geo- und Biowissenschaften
1967 wechselte Rudwick an das Cambridger Department für Wissenschaftsgeschichte und Wissenschaftstheorie (Department of History and Philosophy of Science) und konzentrierte seine Arbeit auf erdgeschichtliche und biowissenschaftliche (life sciences) Themen. 1974 berief ihn die Universität von Amsterdam zum Professor für Geschichte und soziale Aspekte der Naturwissenschaften. Zwischen 1981 und 1985 war er Visiting Professor an den Universitäten Princeton und Jerusalem und Visiting Scholar in Paris.
1986 erhielt Rudwick einen Ruf der Princeton University als Professor für Wissenschaftsgeschichte und ging in die Vereinigten Staaten. 1988 wechselte er an die University of California, San Diego, an der er ebenfalls Wissenschaftsgeschichte lehrte. Zudem begründete er hier mit Kollegen der Philosophie und Soziologie das Graduiertenkolleg (graduate Program) in Wissenschaftssoziologie (science studies). 1994/95 nahm er ein Forschungsstipendiat der John Simon Guggenheim Memorial Foundation wahr. In diesem Stipendiat sammelte er Material für eine größere Synthese seiner langjährigen Forschungen über die Entstehung der Geologie als neue Wissenschaft im späten 18. und frühen 19. Jahrhundert. Ins Zentrum seiner Untersuchungen stellte er einen Vergleich der Konzepte und Methoden zur Rekonstruktion der vormenschlichen Geschichte mit denen der Menschheitsgeschichte. Die Ergebnisse mündeten zusammengefasst in den Tarner Vorlesungen (Tarner Lectures), die er 1996 als Gastprofessor am Cambridger Trinity College hielt. Nach seiner Emeritierung an der University of California 1998 kehrte Martin Rudwick nach England zurück und veröffentlichte seine Forschungsergebnisse ausführlich in den Werken Bursting the Limits of Time: The Reconstruction of Geohistory in the Age of Revolution (2005) und Worlds before Adam: the reconstruction of geohistory in the age of reform (2008).
Seit 1998 lebt Martin Rudwick in der Nähe von Cambridge und ist „affiliated research scholar“ an der University of Cambridge, Fakultät für Wissenschaftsgeschichte und Wissenschaftstheorie (Department of History and Philosophy of Science).

## Ehrungen und Auszeichnungen
Für seine Leistungen im Bereich Geschichte der Geowissenschaften zeichnete ihn die Geological Society of London 1988 mit der in diesem Jahr erstmals vergebenen Sue-Tyler-Friedman-Medaille (Sue Tyler Friedman Medal) aus. 1999 wurde er von der Society for Social Studies of Science (4S) mit dem John Desmond Bernal Prize ausgezeichnet. 2007 erhielt er die George-Sarton-Medaille, den höchst renommierten Preis für Wissenschaftsgeschichte der von George Sarton und Lawrence Joseph Henderson gegründeten History of Science Society (HSS). Seit 2008 ist Rudwick Fellow der British Academy.

## Veröffentlichungen (Auswahl)
- (mit: Harland, W.B.): The great infra-Cambrian ice age. Scientific American. August 1964, S. 42–49
- Living and Fossil Brachiopods. Hutchinson, 1970 ISBN 0-09-103080-3.
- The Meaning of Fossils: Essays in the History of Paleontology. American Elsevier, 1972 ISBN 0-444-19576-9; 2nd ed. Science History Publications, 1976, ISBN 0-88202-163-X; 3rd ed. University of Chicago Press, 1985, ISBN 0-226-73103-0.
- The Devonian: A system born from conflict. -- In: M.R. House & C.T. Scrutton & M.G. Basset [Hrsg.], The Devonian System. -- Special Papers in Palaeontology, Bd. 23; London 1979.
- The Great Devonian Controversy: The Shaping of Scientific Knowledge among Gentlemanly Specialists. Chicago, University of Chicago Press, 1985 ISBN 0-226-73101-4. Besprechung von Kelley L. Ross, Ph.D., 1985(englisch)
- Encounters with Adam, or at least the hyaenas. Nineteenth-century visual representations of the deep past. In: James Richard Moore: History, Humanity and Evolution: Essays for John C. Greene. Cambridge University Press, 1989. S. 231–252 Google Books: Eingeschränkte Vorschau
- Scenes from Deep Time: Early Pictorial Images of the Prehistoric World. Chicago, 1992 ISBN 0-226-73104-9.
- Georges Cuvier, Fossil Bones, and Geological Catastrophes. Chicago, 1997 ISBN 0-226-73106-5.
- The New Science of Geology: Studies in the Earth Sciences in the Age of Revolution. Ashgate, 2004 ISBN 0-86078-958-6.
- Lyell and Darwin, Geologists: Studies in the Earth Sciences in the Age of Reform. Ashgate, 2005 ISBN 0-86078-959-4.
- Bursting the Limits of Time: The Reconstruction of Geohistory in the Age of Revolution. Chicago, 2005 ISBN 0-226-73111-1.
- Worlds before Adam : the reconstruction of geohistory in the age of reform. Chicago, 2008 ISBN 978-0-226-73128-5.